# Umělecká beseda
Umělecká beseda (Künstlerischer Verein) gehört zu den ältesten tschechischen Vereinen. Er wurde in den Zeiten der tschechischen Nationalbewegung in der zweiten Hälfte des 19. Jahrhunderts von böhmischen Patrioten gegründet. Zur offiziellen Gründung kam es 1862. Die konstituierende Sitzung fand am 9. März 1863 im Altstädter Rathaus in Prag statt.
In den ersten fünf Jahren hielt der Schriftsteller Josef Wenzig, der auch das Libretto zu Smetanas Libuše schrieb, den Vorsitz. Der Sitz der Gesellschaft befand sich in der Altstadt in der Kettenstr. Nr. 223/5.
Schwerpunkt der Vereinsarbeit war Förderung der Musik, der Literatur und der bildenden Kunst. Umělecká beseda organisierte Vorträge und Ausstellungen, Theatervorstellungen und Lesungen. Das Ziel war die Pflege der schönen Künste, Verbreitung der Ästhetik und die Bewahrung der böhmischen Kunst und ihrer Denkmäler. Dank des Vereins blieb eine der drei romanischen Rotunden in Prag erhalten (Rotunde des Heiligen Kreuzes in der Prager Altstadt - Staré Město).
Zum Verein gehörte auch eine Wohnungsbaugesellschaft, vertreten durch den Dichter, Schriftsteller und Journalisten Viktor Dyk, die Wohnungen auf der Kleinseite (Malá Strana) verwaltete. Unter anderem wurde in deren Gebäuden auch das Schauspielhaus Osvobozené divadlo untergebracht.
Der Verein wurde am 26. Juni 1972 aufgelöst und am 31. März 1974 liquidiert. Das Archiv wurde dem Prager Nationalschriftenmuseum übergeben, ein Teil der kulturellen Schätze ging an die Nationalgalerie Prag, einige erhielt auch das Archiv der Hauptstadt. 1990 wurde der Verein wiedergegründet. Er setzt seitdem sein Programm mit der Veranstaltung von Ausstellungen, Lesungen und Konzerten fort.

## Mitglieder des Vereins
Die Gründungsmitglieder waren
- Vítězslav Hálek
- Václav Bolemír Nebeský
- Josef Mánes
- Jan Evangelista Purkyně
- Karel Purkyně
- Bedřich Smetana
- Václav Brožík

Dem Verein gehörten Wissenschaftler, Musiker, Komponisten, Maler, Schriftsteller, Bibliothekare, Archivare und Lehrer, aber auch technisch ausgerichtete Intellektuelle wie Ingenieure und Architekten an. Mitglieder waren unter anderem:

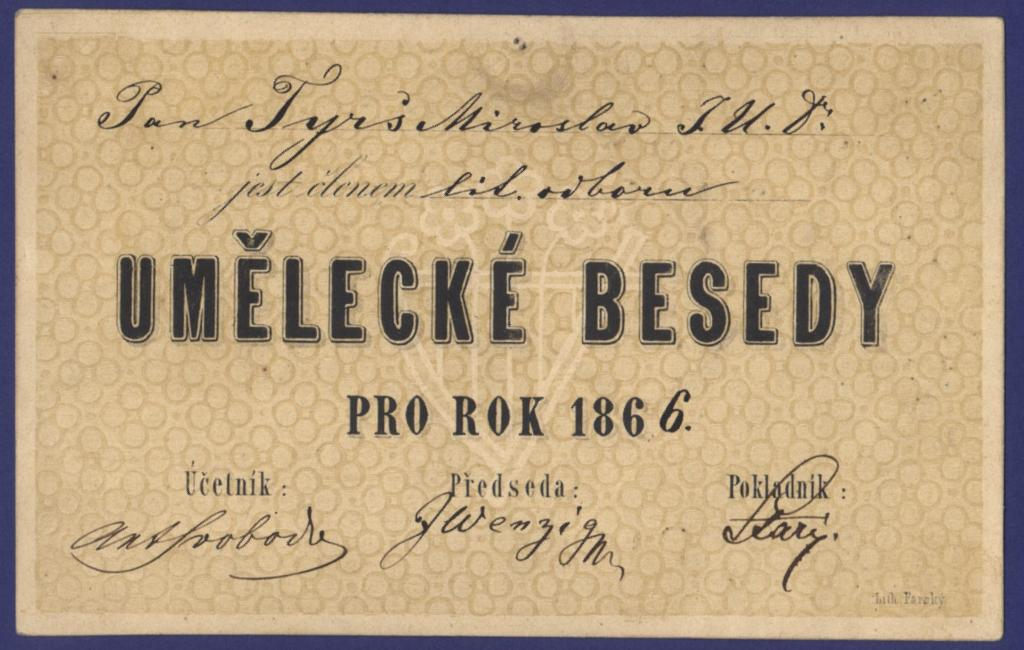
Mitgliedskarte von Miroslav Tyrš 1866

- Josef Barák, Politiker, Journalist und Dichter
- František Bílek, Bildhauer und Grafiker
- Josef Wenzig, Schriftsteller
- Adolf Heyduk, Dichter
- Viktor Dyk, Journalist
- Josef Bohuslav Foerster, Komponist
- Antonín Sova, Dichter und Schriftsteller
- Miloslav Kabeláč, Komponist

Auch ausländische Persönlichkeiten schlossen sich als Ehrenmitglieder an, unter anderem:
- Joachim Barrande
- Ernst Denis
- Jan Otto
- Lew Nikolajewitsch Tolstoi